# 魏浣初
魏浣初（1580年—1638年），字仲雪，别號龍超，直隸蘇州府常熟縣人，明朝官員。官至廣東參政。

## 生平
萬曆四十三年（1615年）乙卯科應天府鄉試舉人，四十四年（1616年），丙辰科三甲進士。刑部觀政，四十六年改任嘉興府學教授，常集诸生讲学。四十八年升國子監助教，天啓二年升迁南京工部主事，四年改儀制司主事，五年改吏部考功司，本年晋陞吏部郎中，為官清廉，兴革利弊。崇禎元年八月，升廣東按察司副使、提督學政，三年患病去職。崇禎七年（1634年），起四川右參政，本年調任廣東提學右參政。崇祯十一年（1638年）卒於任上。工於詩，著有《诗经脉》、《四如山楼集》等。著作有传奇剧《八里记》、《七江记》，俱不传。

## 家族
曾祖魏鶴齡。祖父魏檑。父魏嘉謀，廪生。